# 图特哈里四世
图特哈里四世（英語：Tudhaliya IV），新王国的赫梯国王。继承哈图西里三世之位，在位时期与亚述发生冲突，赫梯失败。国力渐衰，死后由阿尔努万三世继位。